# Тоница, Овидиу
Овидиу Тоница (рум. Ovidiu Tonița, родился 6 августа 1980 в Бырладе) — румынский регбист, фланкер французского клуба «Прованс» и сборной Румынии.

## Карьера

### Клубная
В начале карьеры выступал некоторое время за любительские команды Румынии, после переехал во Францию в Топ 14, где и начал профессиональную карьеру. Выступал за команды «Гренобль» (2001–2002) и «Биарриц Олимпик» (2002–2004). Выступает в третьей линии на позиции фланкера и намбер-эйта (стягивающего). Большую часть карьеры провёл в команде «Перпиньян» (2004–2012), с 2012 по 2014 годы выступал за «Каркасон», с 2015 года игрок команды «Прованс» — новичка второго французского дивизиона Про Д2.

### В сборной
В сборной Румынии в возрасте 19 лет Овидиу был заявлен на чемпионат мира 1999 года, хотя не вышел на поле. Дебютировал в тест-матче против Марокко 6 февраля 2000. Сыграл также на чемпионатах мира 2003, 2007 и 2011 годов. В 2005 году он из-за травмы выбыл на три месяца, пропустив ряд встреч. На чемпионате мира 2007 года был вице-капитаном команды.

## Мнения об игре
Выступление Тоницы на позиции фланкера и восьмого номера является, по крайней мере, неожиданным при его габаритах в 195 см роста и 109 кг веса. Вместе с тем он считается ключевым игроком в сборной Румынии: перед встречей на чемпионате мира 2007 года Румынии против Шотландии шотландская пресса назвала Тоницу «возможно, единственным румынским регбистом мирового класса», а австралийская пресса, отметив его высокий класс, выразила сожаление, что «он играет вместе не с тем поколением игроков».

## Личная жизнь
До профессионального увлечения регби работал продавцом напитков в The Coca-Cola Company.